# Knopfmühle (Spiel)
Knopfmühle ist ein Gesellschaftsspiel mit drei Knöpfen, die die Mühle bilden und bei dem sich durch Bewegen des mittleren Knopfes, des sogenannten „Mühlsteins“, die Mühle fortbewegt.  

## Spielgedanke
Der Spielgedanke besteht darin, eine Dreierkombination von Knöpfen durch geschicktes Manövrieren über die Spielfläche auf ein bestimmtes Ziel hin zu bewegen.

## Spielfeld, Spielmaterial, Spieltechnik
Spielfeld ist eine größere Tischplatte oder ein glatter Fußboden, z. B.
aus Linoleum. In Wettkampfform ausgetragen, können sich zwei und mehr Spieler an dem Spiel beteiligen. Für die Grundform des Spiels werden lediglich drei mittelgroße Knöpfe benötigt. Je nach eingesetzter Knopfart oder verwendeter Technik müssen diese sich zum Knipsen oder Schubsen auf der Unterlage des Spielfelds eignen.

## Spielaufgabe und Spielablauf
Das Spiel startet von einer Grundlinie aus, an der die drei Knöpfe nebeneinander aufgereiht sind. Ein ausgeloster Spieler macht den ersten Zug, indem er den „Mühlstein“ in der Mitte mit der Fingerspitze vorwärts schiebt. Die Mitspieler setzen reihum das Spiel fort, indem sie den jeweils hintersten Knopf zwischen den beiden anderen hindurch nach vorne schubsen. Aufgabe ist es, eine festgelegte Zielmarke oder einen Zielkreis zu erreichen. Sieger ist, wem dies als erstem gelingt. 

## Varianten
- Aufgabenstellungen: Spielziele können beispielsweise sein, eine bestimmte Strecke als erster zu bewältigen, die Mühle im Kreis um ein Hindernis in der Mitte des Tisches zu bugsieren oder sogar einen abgesteckten Parcours zu durchlaufen.
- Spieltechnik: Die Mühlsteine können nicht nur geschubst, sondern auch geknipst werden. Dazu werden flache glatte Knöpfe aus Kunststoff benötigt, die sich mittels eines größeren Knopfs durch Drücken auf den Knopfrand des kleineren vorwärts und aufwärts katapultieren lassen.
- Spielablauf: Die Spieler starten von den Rändern eines Tisches aus mit je einer eigenen Mühle. Ziel ist es, als erster einen Mühlstein in ein Gefäß zu befördern, das in der Mitte des Tisches aufgestellt ist.

## Einzelbelege
1. ↑  Siegbert A. Warwitz, Anita Rudolf: Knopfmühle. In: Dies.: Vom Sinn des Spielens. Reflexionen und Spielideen. 5. Auflage. Verlag Schneider. Baltmannsweiler 2021, S. 61.
2. ↑  Hajo Brücken: Knopfspiele. Geschick, Taktik, Kreativität, Kommunikation. 3. Auflage. Verlag Irisiana. München 1994.